# Ramenki
Ramenki (Муниципальный округ Раменки) est un district municipal de Moscou situé dans le district administratif ouest de la ville.
Le nom vient probablement de la terme ramene désignuant une forêt dense.
Il s'agit d'une zone où se trouvait le village de Vorobevo qui a donné son nom au plateau de Vorobevi Gory (« Monts des moineaux », anciennement « Monts Lénine ») - dont il est fait mention en 1453 dans le testament de Sophie de Lituanie, veuve du prince Vassili Ier. En 1902, il comptait 441 habitants, pour la plupart des agriculteurs. Après la révolution d'Octobre, il a été transformé en kolkhoze.
Pendant la Grande Guerre patriotique, le quartier a contribué au financement de la construction d'une colonne de chars qui a été envoyée au front en janvier 1943
Le district accueille aujourd'hui l'Université d'État de Moscou, la société de production Mosfilm et des structures souterraines présumées, y compris celle de la prétendue Metro-2.

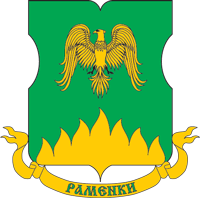
Armes du district
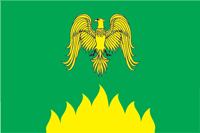
Drapeau du district